# Karbid
Karbid alatt a kémiában általában a fémek szénnel alkotott vegyületeit értjük. Tulajdonképpen csak a nemfémes elemeknek nincsen karbidjuk.
Jól ismertek az alkáli- és alkáliföldfémek, (például: kalcium-karbid) az átmenetifémek, valamint a lantanoidák és aktinoidák szénnel alkotott vegyületei. A félfémek közül az alumíniummal, szilíciummal és bórral alkot vegyületet a szén.

## Karbidvegyületek
Formálisan a karbidok mind a szén vegyületei, de a kémiai kötések alapján három típusukat különböztetjük meg:
- tetrafunkciós C-atomot tartalmazó karbidok, más néven metidek. A szén ezekben a vegyületekben C4− formában van jelen. Ilyen például az alumínium-karbid (Al4C3). A karbidion (C4−) hidrogénnel alkotott vegyülete a metán (CH4).
- a bi- és trifunkciós C2-atomcsoportot tartalmazó karbidok. Az atomcsoporton belüli két szénatom hármas kötésekkel kapcsolódik egymáshoz. Az acetilidion (C2−2) vegyületei az acetilidek, melyeket a gyakorlatban azonban szintén karbidoknak nevezünk. Az acetilidion hidrogénnel alkotott vegyülete az acetilén (C2H2).
- fémrács hézagjaiba beépülő (intersticiális) szénatomok. Ezek a karbidok tulajdonképpen ötvözetek.

A felsoroltakon kívül más karbidcsoportok is léteznek, de ezeket a fentiekből le lehet vezetni.

### Kovalens karbidok
Csak a bór (B4C) és a szilícium (SiC) karbidja tartozik ide. Mindkettő kovalens kötésű atomrácsokat képez, igen nagy szilárdságú és magas olvadáspontú vegyületek. Szerkezetük és ezáltal keménységük a gyémánthoz hasonlít. Ha ezek a vegyületek szennyező atomokat vagy szénfelesleget tartalmaznak, félvezetővé válnak.

### Sószerű karbidok
A legtöbb karbid ebbe a csoportba tartozik. Ezek a karbidok víz vagy sav hatására hidrolizálnak, belőlük a karbidiontól függően acetilén vagy metán fejlődik. Jó példa erre a kalcium-karbid (avagy kalcium-acetilid) és víz reakciója, mely során acetilén és kalcium-hidroxid keletkezik:
{\displaystyle \mathrm {CaC_{2}+2\ H_{2}O\rightarrow Ca(OH)_{2}+C_{2}H_{2}} \,\!}
Az alumínium- és a berillium karbidjai a kovalens karbidokhoz hasonlítanak térszerkezetükben és keménységükben. Savakkal, lúgokkal és vízzel azonban ezek is reagálnak (ellentétben a kovalens karbidokkal), miközben metán keletkezik:
{\displaystyle \mathrm {Al_{4}C_{3}+12\ H_{2}O\rightarrow 4\ Al(OH)_{3}+3\ CH_{4}} \,\!}

### Intersticiális karbidok
Az elnevezés a fémrács hézagjai közé ékelődő szénatomokra utal. Jellemzően az átmenetifémek karbidjai ilyenek, jelentősen megváltoztatva azok tulajdonságait, tulajdonképpen ötvözetet alakítva ki. Ilyen karbid és fém (Fe) ötvözete a közismert acél is, illetve további fémekkel (pl. Cr, Mo, V, Mn, W, Ni, Co) alkotott ötvözetei.
A vas-karbid (Fe3C, cementit) igen kemény, magas olvadáspontú vegyület, de már vízben is hidrolizál (a fentiek szerint).
Az úgynevezett tűzálló karbidok (pl. titán, vanádium, volfrám, molibdén stb. karbidja) szintén igen kemények (Mohs 8-10), magas olvadáspontúak, és a kémiai hatásoknak is jobban ellenállnak.

### „Szerves” karbidok
A karbidok különleges szerepet foglalnak el a szerves és szervetlen kémia határán. Míg maguk a fém-karbidok szervetlen vegyületnek számítanak, és az előállításuk is tisztán szervetlen vegyületekből történhet, addig a fenti reakciók során keletkező szénhidrogének (pl. acetilén, metán) már nem csak a szervetlen kémia, hanem a szerves kémia tárgykörébe is tartoznak. Azaz tisztán szervetlen anyagokból (pl. mészkő, szén, víz) a szerves kémia tárgykörébe is eső vegyületet lehet előállítani.

## Előállításuk
A karbidok előállítása különbözőképpen történhet. Az ionos vegyületek gyártása magas hőmérsékleten, jellemzően ívkemencében történik (pl. kalcium-karbid gyártása)
Az átmenetifém-karbidok szintén magas hőmérsékleten alakulnak ki (lásd acélgyártás).

## Jelentőségük
Lásd fenn: acetiléngyártás, ötvözetek, gép- és acélipar

## Karbidok a meteoritokban
A karbidok előfordulnak a meteoritokban is. Eredetük kétféle lehet.

### Magas olvadáspontú karbidok
A magas olvadáspontú karbidok a tűzálló anyagok (ásványok) körébe tartoznak. Ezek a kondritok széntartalmú anyagában találhatók nanokristályok alakjában. Legismertebb a szilícium-karbid és a titán-karbid, melyeknek valószínűsíthető az intersztelláris eredete. A meteoritokban előforduló karbidokat ásványtani és sugárzásos módszerekkel vizsgálják, a csillaglégkörökben előforduló karbidokat spektroszkópiai módszerekkel.

### Karbidok vasmeteoritokban
A vasmeteoritokban szereplő karbidok az acélokból is ismert vaskarbid, – Fe3C – és ennek nikkelben gazdag változata – kohenit (Fe,Ni)3C – formájában, vas-oxidok (pl. magnetit) társaságában találhatók meg.